# Аџарија
Аџарија (груз. აჭარა), званично Аџарска Аутономна Република (груз. აჭარის ავტონომიური რესპუბლიკა), је аутономна република у саставу Грузије. Има површину од 2.900 km² и 336.500 становника (подаци из 2015. године). Главни град је Батуми.

## Географија
Налази се на југозападу Грузије и граничи се са Турском на југу, док је на западу обала Црног Мора. То је брдско-планинска регија са врховима који достижу висину преко 3000 метара. Око 60% територије је под шумом.

## Историја
У античко доба, територија данашње Аџарије је припадала држави који су стари Грци звали Колхида. У 11. веку, ово подручје постаје део уједињеног Грузијског краљевства, а после распада овог краљевства, на подручју Аџарије се смењују разне управе, да би 1535. године Аџарија постала део Кнежевине Гурије. Подручје затим 1547. године освајају османски Турци, да би оно наизменично било под влашћу Османског царства и Гурије, све до 1614. године, када дефинитивно улази у састав Османског царства. После успоставе османске власти, један део аџарског становништва се одселио на друге грузијске територије, а други део је прешао на ислам. 1878. године, регион постаје део Руског царства, због чега се један део муслиманског становништва Аџарије исељава у Турску.
У време совјетске епохе, Аџарија је била аутономна република у саставу Грузије. После стицања Грузијске независности 1991. године, централне грузијске власти хтеле су да укину аутономију Аџарије, чему се успротивио локални лидер Аслан Абашидзе. Због других озбиљних проблема у земљи, власти у Тбилисију су одлучиле да се не мешају у унутрашње ствари Аџарије, тако да је она годинама живела потпуно аутономно и држала се по страни од грађанског рата у земљи. Под влашћу Абашидзеа, Аџарија је уживала политичку стабилност и економски прогрес. Власти Аџарије су такође преузеле контролу над царином, луком Батуми и другим стратешким објектима, а формиране су и полузваничне оружане јединице.
После револуције у Грузији и доласка Михаила Сакашвилија на власт тензије између централне грузијске владе и Аџарије су се појачале. У мају 2004. године, грузијска армија се спремала да изврши инвазију на Аџарију, а снаге лојалне Абашидзеу порушиле су мостове који су Аџарију повезивали са остатком Грузије. У Аџарији су организоване демонстрације против Абашидзеа, а грузијске специјалне јединице упале су на територију Аџарије и почеле да разоружавају снаге лојалне Абашидзеу. После разговора са руским званичником Игором Ивановим, Абашидзе је дао оставку и емигрирао у Москву. После тога, у Аџарији се формира нова власт потпуно лојална централној власти у Тбилисију, а према тврдњама дела грузијске опозиције и неких европских посматрача, централна грузијска власт је аутономни статус Аџарије свела на номиналан. На нову заставу Аџарије, усвојену 2004. године, стављен је крст као симбол, што је од стране локалних муслимана протумачено као знак увреде за њихову религију.

## Становништво
Аџари су етничка група Грузина, а говоре аџарским дијалектом грузијског језика. У односу на остале Грузине, разликују се својом религијом, т. ј. знатан број становника Аџарије су муслимани. До распада Совјетског Савеза већина становника Аџарије били су муслимани (70% по подацима из 1991. године), али је тада започео процес ре-христијанизације подржаван од стране грузијске владе, тако да је по подацима из 2014. године у Аџарији било 54,5% православних хришћана и свега 39,8% муслимана.

### Етничке групе
По подацима из 2014. године, велика већина становника републике (96,04%) се опредељују као Грузини или Аџари. Јермена 1,64%, Руса је 1,10%, а остале етничке групе чине мање од 1% становништва.

## Градови
Већи градови републике су (са приказом броја становника 2014. године):
- Батуми (152.839)
- Кобулети (16.546)
- Чакви (6.720)
- Очхамури (5.355)